# Cristoforo Rustici
Pour les articles homonymes, voir Rustici.
Cristoforo Rustici, dit Il Rusticcone (Sienne, 1552 - 1641), est un peintre italien  de l'école siennoise actif au XVIe siècle.

## Biographie
Cristoforo Rustici s'est probablement formé dans l'atelier de son père Lorenzo, connu aussi sous le surnom de « il Rustico », puis avec Le Sodoma ; c'est un auteur de tavolette di Biccherna (couvertures peintes des recueils de comptes de la république de Sienne).
Son fils Francesco fut aussi peintre.

## Œuvres
Archives d'État de Sienne
- Tavoletta di Biccherna
  - Le nozze di Ferdinando I e Cristina di Lorena (1589), tablette no 76, huile sur bois (attribuée)[1],[2],
  - La lotta contro i briganti e l'obelisco vaticano (1585, juillet et 1586, juin), tempera sur bois, 56 × 75 cm[3],
  - Saint Charles Borromée (1619), Biccherna no 105, toile de 1,45 × 1,27 m[4],
- La traslazione dell'immagine della Madonna nella chiesa a lei dedicata, tempera sur bois, 110 × 135 cm,
- Libro dei Leoni (1589), miniature sur parchemin.

Autres
- Gesù: il Compianto con i SS. Madonna, Giovanni Evangelista, Giuseppe d'Arimatea, le tre Marie, fresque, 242 × 171 cm, Certosa di Pontignano, Sienne,
- La riconferma da parte dei Senesi della donazione della città alla Madonna,fresque, église San Martino, Sienne,
- Storie della Madonna, fresque, Villa Bartalini-Monastero, Sienne,
- Mai,
- juin,
- Septembre,
- Octobre,
- Novembre,

## Sources
- (en) Maria Farquhar : Biographical catalogue of the principal Italian painters, Éditions Ralph Nicholson Wornum, 1855, page 430. Exemplaire de l'Université d'Oxford, numérisé par Google Books le 27 juin 2006.